# Batarà zebrat
El batarà zebrat (Thamnophilus doliatus) és una espècie d'ocell de la família dels tamnofílids (Thamnophilidae) que habita matolls, sabanes, vegetació de ribera, manglars i ciutats de la zona Neotropical, des de l'est de Mèxic cap al sud, a través del sud de Mèxic i Amèrica Central i del sud fins al Paraguai i nord de l'Argentina.